# Pelargonium cotyledonis

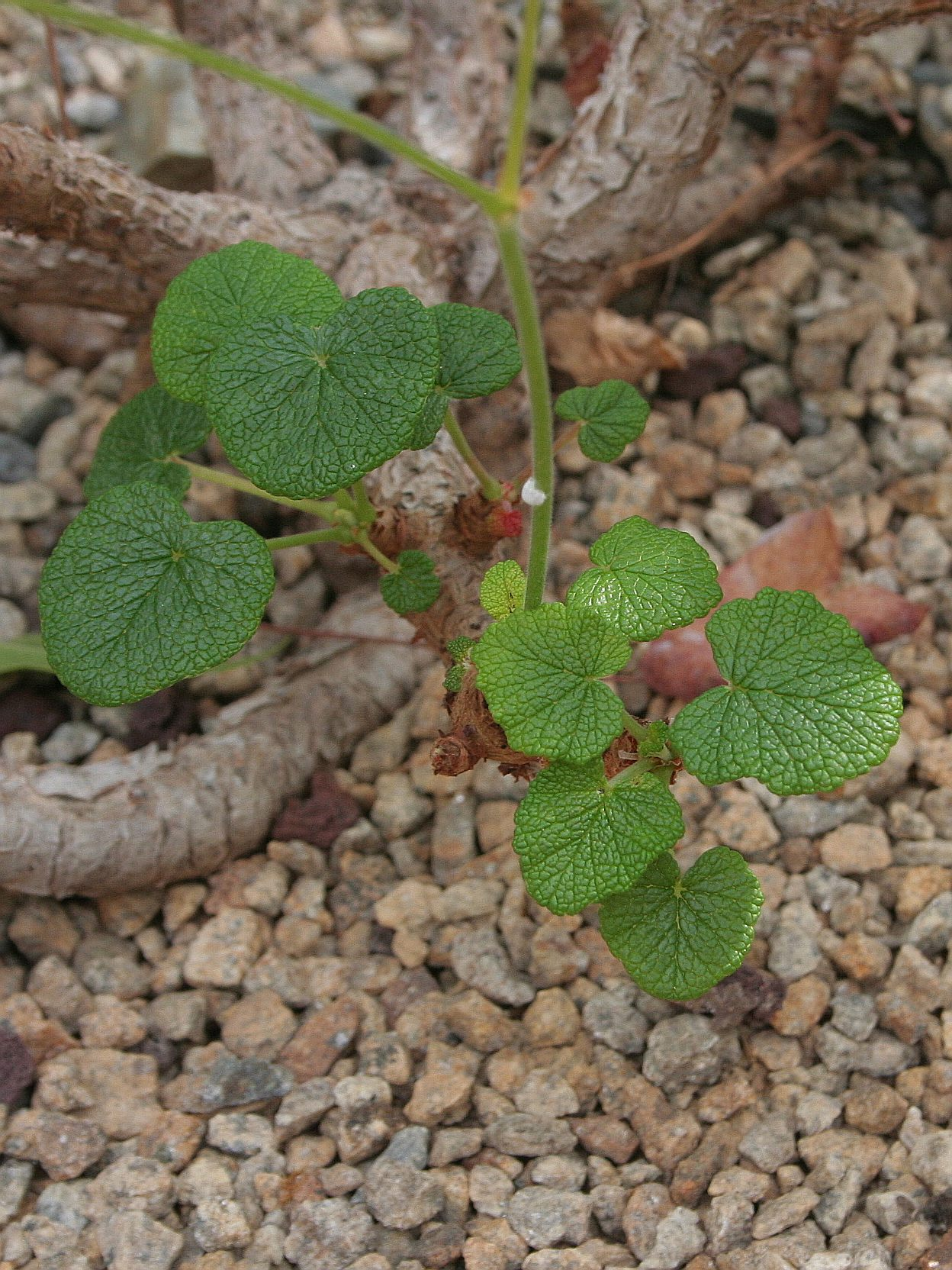
Pelargonium cotyledonis

Pelargonium cotyledonis gehört zur Gattung Pelargonium innerhalb der  Familie der Storchschnabelgewächse (Geraniaceae). Die Art wurde erstmals von Linné im Jahr 1771 als Geranium cotyledonis beschrieben.

## Beschreibung

### Vegetative Merkmale
Die Art wächst als wenig verzweigter Kleinstrauch und wird bis 30 Zentimeter hoch, gelegentlich auch höher. Die rauen und sukkulenten Triebe werden bis 5 Zentimeter im Durchmesser und sind außer an den Spitzen gräulich braun gefärbt. Die an den Triebenden gebüschelt stehenden Blätter fallen im Sommer ab. Sie sind einfach, deutlich genervt, für gewöhnlich grün gefärbt, später rötlich werdend, haben eine herzförmige Spreite und werden 3 bis 4 Zentimeter im Durchmesser. Die Blattstiele sind 2,5 bis 8 Zentimeter lang. Die schmal dreieckigen und filzigen Nebenblätter sind 3 bis 5 Millimeter lang und 1 bis 2 Millimeter breit.

### Generative Merkmale
Der Blütenstand ist verzweigt. Jeder Teilblütenstand trägt 5 bis 15 Einzelblüten, der Blütenstiel ist jeweils 4 bis 8 Millimeter lang. Der basal deutlich verdickte Blütenbecher ist 0,5 bis 1,5 Millimeter groß. Die lanzettlichen Kelchblätter sind grün und werden 6 Millimeter lang und 2 Millimeter breit. Die fünf, elliptischen bis leicht verkehrt eiförmigen Kronblätter sind weiß und werden 12 bis 15 Millimeter lang und 5 bis 7 Millimeter breit. Von den fünf Staubblättern sind vier lang und einer kurz ausgebildet. Der Pollen ist weiß gefärbt. Die Basis der Teilfrüchte ist 4 Millimeter groß und trägt einen 10 Millimeter langen Schwanz.

## Vorkommen und Gefährdung
Pelargonium cotyledonis kommt auf der Insel St. Helena endemisch vor. Die Art steht auf der Roten Liste der IUCN und gilt als vom Aussterben bedroht (Critically Endangered).

## Taxonomie
Die Erstbeschreibung als Geranium cotyledonis erfolgte 1771 durch Linné. L’Héritier stellte die Art 1789 in die von ihm neu geschaffene Gattung Pelargonium. Sie gehört als einzige Art zur Sektion Isopetalum DC.

## Nachweise